# Jozef Rydlo
Jozef M. Rydlo, né à Ružomberok le 20 septembre 1948, est un homme politique et un intellectuel slovaque, parmi les représentants de la diaspora slovaque,.

## Biographie
En 1968, lors de l'invasion soviétique, il fuit la Slovaquie pour se rendre en Italie, où il poursuit ses études à la faculté des Lettres et philosophie de l'Université de Padoue. Il s'installe ensuite en Suisse où il obtient un diplôme de l'Université de Lausanne. Après ses études, il travaille durant quelques années pour la Feuille d'Avis de Neuchâtel. Après la chute du rideau de fer, il vit en alternance entre la Suisse et la Slovaquie avant de s'installer définitivement dans son pays natal.
En 2006, il a été élu membre du Conseil national de la République slovaque pour le Parti national slovaque. Il a été l'un des principaux détracteurs du plan Ahtisaari sur le sort du Kosovo.
Il est l'auteur de nombreux ouvrages, dont Le Printemps d'Alexandre Dubček, paru en 1978, et La Slovaquie, en 1993. Rydlo est en outre le cofondateur du Centre d'études slaves William Ritter.
En 1997, il est décoré avec la médaille de l'ordre du Mérite de la République italienne.

## Controverses
En 2007, le journal Berner Zeitung déclare qu'en plus de son salaire de député, il recevrait une pension d'invalidité de la Suisse pour schizophrénie paranoïde,. Toujours selon le Berner Zeitung, Rydlo aurait volé des livres à la Bibliothèque nationale de Berne en 1985 et 1986. Les médias ont en outre rapporté qu'il aurait abusé du titre de professeur : selon ses déclarations, il aurait travaillé pour plus de 15 universités dans le monde. Son ex-femme Michéle Rydlová-Pončíková l'a accusé d'avoir tenté de la tuer, elle et leurs enfants, en 1991,.